# Primaticcio (métro de Milan)
Pour les articles homonymes, voir Primaticcio (homonymie).
Primaticcio est une station de la ligne 1 du métro de Milan, située via Francesco Primaticcio.